# Stenocrates popei
Stenocrates popei är en skalbaggsart som beskrevs av S. Endrödi 1971. Stenocrates popei ingår i släktet Stenocrates och familjen Dynastidae. Inga underarter finns listade i Catalogue of Life.